# Hunsur
Hunsur é uma cidade no distrito de Mysore, no estado indiano de Karnataka.

## Geografia
Hunsur está localizada a 12° 19′ N, 76° 17′ L. Tem uma altitude média de 792 metros (2598 pés).

## Demografia
Segundo o censo de 2001, Hunsur tinha uma população de 43 893 habitantes. Os indivíduos do sexo masculino constituem 51% da população e os do sexo feminino 49%. Hunsur tem uma taxa de literacia de 69%, superior à média nacional de 59,5%: a literacia no sexo masculino é de 74% e no sexo feminino é de 63%. Em Hunsur, 12% da população está abaixo dos 6 anos de idade.